# Wereldkampioenschap voetbal 2022 (Groep E) Spanje - Duitsland
Dit artikel gaat over de wedstrijd in groep F van het wereldkampioenschap voetbal 2022 tussen Spanje en Duitsland die gespeeld werd op zondag 27 november 2022 in het Al Baytstadion te Al Khawr.
De wedstrijd eindigde in een 1–1 gelijkspel. Bij beide landen scoorde een ingevallen spits in de tweede helft: Álvaro Morata en Niclas Füllkrug. Manuel Neuer speelde zijn negentiende wedstrijd op het wereldkampioenschap en evenaarde daarmee een record onder doelmannen, die op naam stond van Sepp Maier en Cláudio Taffarel. Morata werd de eerste Spaanse speler die op een WK-eindronde in achtereenvolgende wedstrijden scoorde als invaller.

## Voorafgaand aan de wedstrijd
- Spanje stond bij aanvang van het toernooi op de zevende plaats van de FIFA-wereldranglijst en moest vijf WK-deelnemers boven zich dulden.[2] Duitsland was op de elfde plek terug te vinden.[3] Negen WK-deelnemers waren hoger gerangschikt dan Duitsland.
- Spanje en Duitsland troffen elkaar voorafgaand aan deze wedstrijd 25 keer. Spanje won acht van die wedstrijden, waaronder in de halve finale van het WK 2010 (1–0). Duitsland zegevierde negenmaal, waaronder in de groepsfase van het WK 1966 (2–1) en de tweede groepsfase van het WK 1982 (2–1). Acht keer eerder eindigde het duel onbeslist, waaronder in de groepsfase van het WK 1994 (1–1).
- Spanje won 14 en verloor 12 van zijn 33 eerdere WK-wedstrijden tegen Europese landen. Duitsland won 35 en verloor 16 van zijn 64 eerdere WK-wedstrijden tegen UEFA-landen.
- Spanje won op de eerste speeldag met 7–0 van Costa Rica. Duitsland verloor op de eerste speeldag met 1–2 van Japan.

## Wedstrijddetails[4]
|                                                      |            |                  |              | |
| Groep E 27 november 2022 22:00 (UTC+3) 20:00 (UTC+1) | Spanje     | 1 – 1 (0 – 0)    | Duitsland    | Stadion: Al Baytstadion, Al Khawr Toeschouwers: 68.895 Scheidsrechter: Danny Makkelie Assistenten: Hessel Steegstra Assistenten: Jan de Vries Vierde official: István Kovács Video-assistent: Pol van Boekel AVAR 1: Massimiliano Irrati AVAR 2: Taleb Al-Marri AVAR 3: Paolo Valeri Speler van de wedstrijd: Álvaro Morata |
| Groep E 27 november 2022 22:00 (UTC+3) 20:00 (UTC+1) | Morata 62' | Wedstrijdverslag | 83' Füllkrug | Stadion: Al Baytstadion, Al Khawr Toeschouwers: 68.895 Scheidsrechter: Danny Makkelie Assistenten: Hessel Steegstra Assistenten: Jan de Vries Vierde official: István Kovács Video-assistent: Pol van Boekel AVAR 1: Massimiliano Irrati AVAR 2: Taleb Al-Marri AVAR 3: Paolo Valeri Speler van de wedstrijd: Álvaro Morata |
| Groep E 27 november 2022 22:00 (UTC+3) 20:00 (UTC+1) |            |                  |              | Stadion: Al Baytstadion, Al Khawr Toeschouwers: 68.895 Scheidsrechter: Danny Makkelie Assistenten: Hessel Steegstra Assistenten: Jan de Vries Vierde official: István Kovács Video-assistent: Pol van Boekel AVAR 1: Massimiliano Irrati AVAR 2: Taleb Al-Marri AVAR 3: Paolo Valeri Speler van de wedstrijd: Álvaro Morata |
| Groep E 27 november 2022 22:00 (UTC+3) 20:00 (UTC+1) |            |                  |              | Stadion: Al Baytstadion, Al Khawr Toeschouwers: 68.895 Scheidsrechter: Danny Makkelie Assistenten: Hessel Steegstra Assistenten: Jan de Vries Vierde official: István Kovács Video-assistent: Pol van Boekel AVAR 1: Massimiliano Irrati AVAR 2: Taleb Al-Marri AVAR 3: Paolo Valeri Speler van de wedstrijd: Álvaro Morata |
|                                                      |            |                  |              | |

| Spanje | Duitsland |

| DM             | 23 | Unai Simón        |     |
| RA             | 20 | Daniel Carvajal   |     |
| CV             | 16 | Rodri             |     |
| CV             | 24 | Aymeric Laporte   |     |
| LA             | 18 | Jordi Alba        | 82' |
| VM             | 05 | Sergio Busquets   | 44' |
| CM             | 09 | Gavi              | 66' |
| CM             | 26 | Pedri             |     |
| RB             | 11 | Ferran Torres     | 54' |
| SP             | 10 | Marco Asensio     | 66' |
| LB             | 21 | Dani Olmo         |     |
| Wisselspelers: |    |                   |     |
| DM             | 01 | Robert Sánchez    |     |
| DM             | 13 | David Raya        |     |
| VD             | 02 | César Azpilicueta |     |
| VD             | 03 | Eric García       |     |
| VD             | 04 | Pau Torres        |     |
| VD             | 14 | Alejandro Baldé   | 82' |
| VD             | 15 | Hugo Guillamón    |     |
| MV             | 06 | Marcos Llorente   |     |
| MV             | 08 | Koke              | 66' |
| MV             | 19 | Carlos Soler      |     |
| MV             | 22 | Pablo Sarabia     |     |
| AV             | 07 | Álvaro Morata     | 54' |
| AV             | 12 | Nico Williams     | 66' |
| AV             | 17 | Yeremi Pino       |     |
| AV             | 25 | Ansu Fati         |     |
| Coach:         |    |                   |     |
| Luis Enrique   |    |                   |     |

| DM             | 01 | Manuel Neuer          |         |
| RA             | 05 | Thilo Kehrer          | 37' 70' |
| CV             | 15 | Niklas Süle           |         |
| CV             | 02 | Antonio Rüdiger       |         |
| LA             | 03 | David Raum            | 87'     |
| CM             | 06 | Joshua Kimmich        | 60'     |
| CM             | 08 | Leon Goretzka         | 58'     |
| RB             | 10 | Serge Gnabry          | 85'     |
| AM             | 21 | İlkay Gündoğan        | 70'     |
| LB             | 14 | Jamal Musiala         |         |
| SP             | 13 | Thomas Müller         | 70'     |
| Wisselspelers: |    |                       |         |
| DM             | 12 | Kevin Trapp           |         |
| DM             | 22 | Marc-André ter Stegen |         |
| VD             | 04 | Matthias Ginter       |         |
| VD             | 16 | Lukas Klostermann     | 70'     |
| VD             | 20 | Christian Günter      |         |
| VD             | 23 | Nico Schlotterbeck    | 87'     |
| VD             | 25 | Armel Bella-Kotchap   |         |
| MV             | 11 | Mario Götze           |         |
| MV             | 18 | Jonas Hofmann         | 85'     |
| AV             | 07 | Kai Havertz           |         |
| AV             | 09 | Niclas Füllkrug       | 70'     |
| AV             | 17 | Julian Brandt         |         |
| AV             | 19 | Leroy Sané            | 70'     |
| AV             | 24 | Karim Adeyemi         |         |
| AV             | 26 | Youssoufa Moukoko     |         |
| Coach:         |    |                       |         |
| Hansi Flick    |    |                       |         |

| Statistieken           | Spanje | Duitsland |
| ---------------------- | ------ | --------- |
| Doelpunten             | 1      | 1         |
| Gele kaarten           | 1      | 3         |
| Rode kaarten           | 0      | 0         |
| Wissels                | 4      | 5         |
| Schoten op doel        | 3      | 4         |
| Schoten naast doel     | 4      | 5         |
| Overtredingen          | 13     | 11        |
| Hoekschoppen           | 6      | 5         |
| Buitenspel             | 2      | 5         |
| Passnauwkeurigheid (%) | 87     | 80        |
| Balbezit (%)           | 63     | 37        |